# Zaviralec ksantin oksidaze
Zaviralec ksantin-oksidaze je vsaka snov, ki zavira delovanje encima ksantin-oksidaza, udeleženega v presnovi purinov. Pri ljudeh zaviranje ksantin-oksidaze zmanjša nastajanje sečne kisline, zato se določene učinkovine iz te skupine uporabljajo pri zdravljenju hiperurikemije in sorodnih zdravstvenih stanj, na primer putike.

## Predstavniki
Zaviralci ksantin-oksidaze so dveh vrst: analogi purina in druge snovi. Analogi purina so alopurinol, oksipurinol, in tisopurin. Med druge snovi uvrščamo febuksostat ter inozitole (fitično kislino in mio-inozitol).
V poskusih in vitro ali na živalskih modelih so zaviralno delovanje na ksantin-oksidazo pokazali tudi številni naravni produkti, na primer flavonoidi iz različnih vrst sadja in zelenjave, npr. kemferol, miricetin in kvercetin. Na splošno velja, da delujejo zaviralno na ksantin-oksidazo planarni flavoni in flavonoli s hidroksilno skupino na položaju 7. Pri miših je zaviralno delovanje pokazalo tudi dišavno olje iz cimetovca vrste Cinnamomum osmophloeum.  Na podganah so dokazali, da inhibira ta encim tudi zadelavina (propolis) iz določenih virov, vendar sestavine, ki je odgovorna za to delovanje, niso identificirali in tudi ni znano, ali zadelavina na splošno izkazuje ta učinek.